# Brasão de armas de Brabante
O brasão de armas de Brabante é um leão de ouro, armado e lampassado de vermelho, em um campo preto. É o mesmo utilizado pela província neerlandesa de Brabante do Norte (na imagem) e também é a base dos atuais brasões das províncias belgas de Brabante Flamengo e Brabante Valão.

## Origem
Provavelmente, o primeiro duque de Brabante a utilizar um leão como símbolo heráldico foi Godofredo, o Barbudo. Em 1106, Godofredo, landgravo de Brabante e conde de Lovaina e Bruxelas, foi nomeado duque da Baixa-Lotaríngia pelo rei dos Romanos Henrique V. Na mesma ocasião, adotou o leão no seu pavilhão nacional. Posteriormente no século XII, Henrique I, inseriu este leão em seu brasão de armas. Não se sabe se o escudo e o leão tinham a mesma cor do brasão atual. As duas primeiras fontes que falam das semelhanças de um leão dourado em um campo negro surgiram a partir de meados do século XIII. Elas são: a lista de brasões de Bigot e a ilustração Liber Additamentorum. No século XIV, a língua e as garras do leão foram apresentadas na cor vermelha. Desde então, o brasão não foi mais alterado. No entanto, houve mais tarde, durante os domínios borgonhês e Habsburgo, controvérsia sobre a utilização do brasão. A coroa de duque foi frequentemente omitida, uma vez que a região tornou-se mais autônoma.

## Guerra dos Oitenta Anos
Em 1581 os Estados de Brabante expressaram a sua lealdade ao rei espanhol Filipe II. Como consequência deste ato, os duques desses Estados recuperaram suas coroas. Em 1648, o brasão com a coroa ducal voltou a ser usado nos Staats-Brabant.
Inicialmente, o departamento Bataafs-Brabant da República Batava, substituiu a coroa por uma coroa de louros. Após ser renomeada em 1798 como Departement van de Dommel, a coroa foi reintroduzida.

## Reino Unido dos Países Baixos
Em 1815 foi criado o Reino Unido dos Países Baixos, o antigo ducado de Brabante foi dividido em três províncias: Brabante do Norte, Antuérpia e Brabante do Sul. A província de Antuérpia ganhou um novo brasão, composto pelos brasões do margraviato de Antuérpia e das senhorias de Mechelen e Turnhout. Contudo, o brasão de Brabante não desapareceu. Os brasões de Brabante do Norte e do Sul eram idênticos e semelhantes aos brasões familiares. Mesmo após a separação da Bélgica, o brasão de Brabante permaneceu inalterado. O brasão de Brabante do Norte recebeu, em 15 de julho de 1920, dois leões dourados em seus flancos, sendo que o escudo original não sofreu alteração.

## Bandeira e brasão de armas da Bélgica
Como Brabante, no final da Idade Média, era a região mais importante ao sul dos Países Baixos, o leão de Brabante foi adotado para ser o brasão de armas de todo o país. A coroa de duque foi naturalmente substituída por uma coroa real. Além disso, foram acrescentados dois leões, como protetores do escudo, e um listel com o lema nacional.
A bandeira da Bélgica é baseada no brasão de armas de Brabante, bem como em suas cores.

## Brabante Flamengo e Brabante Valão
Em 1 de janeiro de 1995, o Brabante belga foi dividido em Brabante Flamengo, Brabante Valão e Bruxelas. Tal como acima referido, os brasões de Brabante Flamengo e de Brabante Valão baseiam-se no antigo brasão de Brabante. O brasão de Brabante Flamengo traz ainda um segundo escudo terciado em faixa no centro do escudo principal, em prata e vermelho, ou seja, o brasão de armas de Lovaina, a capital de Brabante Flamengo. O brasão de armas de Brabante Valão (imagem ao lado) apresenta o leão de ouro encimado por dois galos vermelhos. O galo vermelho em campo de ouro é o brasão de armas da Valônia, uma referência à nação francesa.